# بوينغ إي-3 سينتري
بوينغ إي-3 سينتري (Boeing E-3 سينتري) هي طائرة أمريكية للإنذار المبكر والتحكم المحمولة جواً (AEW & C) طورتها شركة بوينغ. تُعرف إي-3 بشكل شائع باسم " "أواكس" (AWACS) (نظام التحذير والتحكم المحمول جواً). مشتقة من طائرة بوينغ 707، وهي توفر المراقبة والقيادة والسيطرة والاتصالات في جميع الأحوال الجوية، وتستخدم من قبل القوات الجوية للولايات المتحدة وحلف شمال الأطلسي والقوات الجوية والفضائية الفرنسية والقوات الجوية الملكية السعودية والقوات الجوية التشيلية. تتميز إي-3 بقبة الرادار الدوارة المميزة (Rotodome) فوق جسم الطائرة. انتهى الإنتاج في عام 1992 بعد بناء 68 طائرة.
في منتصف الستينيات من القرن الماضي، كانت القوات الجوية الأمريكية (USAF) تبحث عن طائرة لتحل محل لوكهيد إي سي-121 وارنينغ ستار ذات محرك المكبس، والتي كانت في الخدمة لأكثر من عقد من الزمان. بعد إصدار عقود التطوير الأولية لثلاث شركات، اختارت القوات الجوية الأمريكية بوينغ لبناء هيكلين للطائرات لاختبار الرادارات المنافسة لشركة ويستينغهاوس إلكتريك وهيوز. استخدم كلا الرادارين تقنية نبض دوبلر، مع ظهور تصميم ويستينغهاوس كفائز بالعقد. بدأ الاختبار على أول إنتاج إي-3 في أكتوبر 1975.
تم تسليم أول طائرة من طراز إي-3 للقوات الجوية الأمريكية في مارس 1977، وخلال السنوات السبع التالية، تم تصنيع ما مجموعه 34 طائرة. تم شراء طائرات إي-3 أيضًا من قبل الناتو (18) والمملكة المتحدة (7) وفرنسا (4) والمملكة العربية السعودية (5).
في عام 1991، عندما تم تسليم آخر طائرة، شاركت طائرات إي-3 في حرب الخليج، حيث لعبت دورًا حاسمًا في توجيه طائرات التحالف ضد القوات العراقية. تم الحفاظ على قدرات الطائرة وتعزيزها من خلال العديد من الترقيات. في عام 1996، استحوذت شركة نورثروب على قسم أنظمة الدفاع والأنظمة الإلكترونية في ويستينغهاوس إلكتريك، قبل إعادة تسميتها باسم «أنظمة مهام نورثروب غرومان» (Northrop Grumman Mission Systems)، والتي تدعم حاليًا رادار إي-3.
في أبريل 2022، أعلنت القوات الجوية الأمريكية أن طائرة بوينغ 737 AEW & C ستحل محل طائرة إي-3 بدءًا من عام 2027.

## تطوير

### خلفية
في عام 1963، طلبت القوات الجوية الأمريكية تقديم مقترحات لنظام الإنذار والتحكم المحمول جواً (أواكس) لتحل محل لوكهيد إي سي-121 وارنينغ ستارلوكهيد إي سي-121 وارنينغ ستار، والتي عملت في دور الإنذار المبكر المحمول جواً لأكثر من عقد من الزمان. ستستفيد الطائرة الجديدة من التحسينات في تكنولوجيا الرادار وتحليل بيانات الرادار بمساعدة الكمبيوتر وتقليل البيانات. سمحت هذه التطورات للرادارات المحمولة جواً «بالنظر إلى أسفل»، أي الكشف عن حركة الطائرات التي تحلق على ارتفاع منخفض، والتمييز، حتى فوق الأرض، تحركات الطائرات المستهدفة؛ في السابق كان هذا مستحيلًا بسبب عدم القدرة على التمييز بين مسار الطائرة والفوضى الأرضية. تم إصدار العقود لشركة بوينغ وشركة دوغلاس وشركة لوكهيد، وتم اقصاء لوكهيد في يوليو 1966. في عام 1967، تم وضع برنامج مواز لتطوير الرادار، حيث طُلب من شركة ويستينغهاوس إلكتريك وشركة طائرات هيوز التنافس في إنتاج نظام الرادار. في عام 1968، تمت الإشارة إليها باسم تقنية «رادار أوفرلاند» (ORT) أثناء اختبارات التطوير على (EC-121Q) المعدلة. كان من المقرر استخدام هوائي رادار ويستينغهاوس من قبل أي شركة فازت في مسابقة الرادار منذ أن كانت ويستينغهاوس رائدة في تصميم مبدلات طور الترددات الراديوية عالية الطاقة (RF)، والتي تُستخدم لتركيز التردد الراديوي في حزمة والمسح إلكترونيًا. لتحديد الارتفاع.

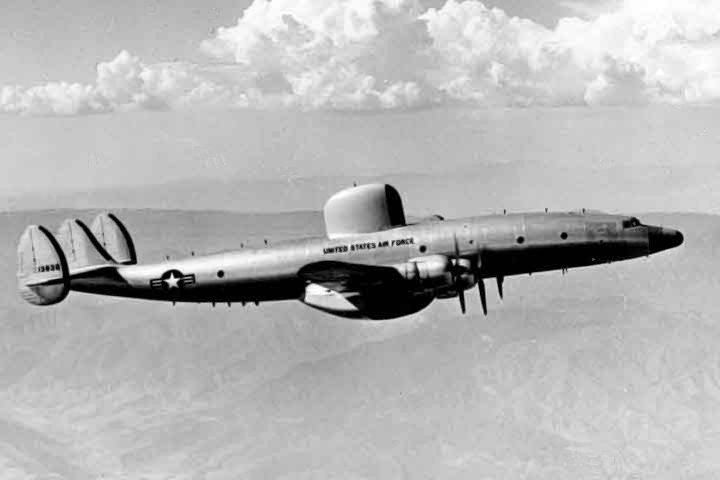
تم تشغيل لوكهيد إي سي-121 وارنينغ ستارلوكهيد إي سي-121 وارنينغ ستارإي سي-121 وارنينغ ستار ذات المحرك المكبس، وهي النسخة العسكرية من كوكبة لوكهيد، في منتصف الخمسينيات من القرن الماضي.

اقترحت بوينغ في البداية طائرة مصممة لهذا الغرض، لكن الاختبارات أشارت إلى أنها لن تتفوق على الطائرة 707 التي تعمل بالفعل، لذلك تم اختيار الأخيرة بدلاً من ذلك. لزيادة القدرة على التحمل، كان من المقرر أن يتم تشغيل هذا التصميم بواسطة ثماني طائرات من طراز جنرال اليكتريك تي إف 34. ستحمل رادارها في قبة دوارة مثبتة في الجزء العلوي من ذيل مائل للأمام، فوق جسم الطائرة. تم اختيار بوينغ قبل اقتراح ماكدونيل دوغلاس القائم على دوغلاس دي سي-8 في يوليو 1970. تم تقديم الطلبات الأولية لطائرتين، المعينين (EC-137D)، كأحواض اختبار لتقييم الرادارين المتنافسين. نظرًا لأن أسِرَّة الاختبار لم تكن بحاجة إلى نفس القدرة على التحمل لمدة 14 ساعة المطلوبة لطائرة الإنتاج، فقد احتفظت طائرات (EC-137) بمحركات برات آند ويتني جيه تي 3 دي التجارية، وأدى التخفيض اللاحق في متطلبات التحمل إلى الاحتفاظ بمحركات جيه تي 3 دي في الإنتاج.
قامت أول طائرة (EC-137) برحلتها الأولى في 9 فبراير 1972، مع انطلاق الطيران بين الرادارات من مارس إلى يوليو من ذلك العام. أدت نتائج الاختبار المواتية إلى اختيار رادار ويستينغهاوس لطائرة الإنتاج. كان يعتقد في البداية أن رادار هيوز هو الفائز المؤكد بسبب تطويره ذي الصلة لرادار إيه بيه جي-63 لطائرة إف-15 إيغل الجديدة. استخدم رادار ويستينغهاوس تحويل فورييه السريع عبر الأنابيب (FFT) لحل 128 تردد دوبلر رقميًا، بينما استخدمت رادارات هيوز المرشحات التناظرية بناءً على تصميم إف-15. فاز فريق ويستينغهاوس الهندسي بهذه المسابقة باستخدام كمبيوتر 18 بت قابل للبرمجة يمكن تعديل برامجه قبل كل مهمة. كان هذا الكمبيوتر هو تصميم (AN/AYK-8) من برنامج (B-57G)، وخصص (AYK-8-EP1) لذاكرته الموسعة كثيرًا. قام هذا الرادار أيضًا بمضاعفة إرسال أسلوب نبضة خارج الأفق (BTH) يمكن أن يكمل أسلوب الرادار النبضي-دوبلر. ثبت أن هذا مفيد خاصة عند استخدام الوضع (BTH) للكشف عن السفن في البحر عندما يتم توجيه حزمة الرادار أسفل الأفق.

### تطوير شامل
تمت الموافقة في 26 يناير 1973 على التطوير الشامل لنظام أواكس. للسماح بمزيد من التطوير لأنظمة الطائرة، تم تقديم الطلبات لثلاث طائرات ما قبل الإنتاج، والتي قامت أولها برحلتها الأولى في فبراير 1975. تم اختيار آي بي إم وهازيلتين لتطوير كمبيوتر المهمة ونظام العرض. تم تعيين كمبيوتر آي بي إم (4PI)، وتم كتابة البرنامج في جوفيال. سيكون مشغل بيئة الأرض شبه الأوتوماتيكية (SAGE) أو مشغل التحكم في الاعتراض الاحتياطي (BUIC) في المنزل على الفور مع شاشات عرض المسار وشاشات العرض المجدولة، لكن الاختلافات في الرموز ستخلق مشاكل توافق في أنظمة الرادار الأرضية التكتيكية في أيسلندا والبر الرئيسي لأوروبا، وكوريا الجنوبية عبر Link-11 (TADIL-A). في عام 1977، قدمت إيران طلبًا لشراء عشر طائرات من طراز إي-3، ولكن تم إلغاء هذا الطلب بعد الثورة الإيرانية.

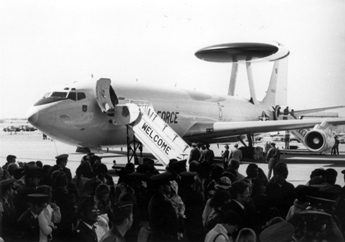
حفل ترحيب لأول طائرة من طراز إي-3 في قاعدة تينكر الجوية في عام 1977

بدأت الهندسة والاختبار والتقييم على أول إي-3 سينتري في أكتوبر 1975. بين عامي 1977 و 1992، تم بناء ما مجموعه 68 طائرة من طراز إي-3.

### الوضع المستقبلي
نظرًا لأن بوينغ 707 لم تعد قيد الإنتاج، فقد تم تركيب حزمة مهمة إي-3 في بوينغ إي-767 لقوات الدفاع الذاتي الجوية اليابانية. تم تصميم (E-10 MC2A) ليحل محل إي-3 القوات الجوية الأمريكية جنبًا إلى جنب مع أر سي-135 وإي-8 جوينت ستار، ولكن تم إلغاء البرنامج من قبل وزارة الدفاع.
يعتزم الناتو تمديد الوضع التشغيلي لنظام أواكس الخاص به حتى عام 2035 عندما يحل محله برنامج التحالف للمراقبة والتحكم المستقبلي (AFSC). اختارت القوات الجوية الملكية (RAF) تقييد الاستثمار في أسطولها إي-3دي في أوائل العقد الأول من القرن الحادي والعشرين، وتحويل أموال ترقية سينتري إلى برنامج بديل. في 22 مارس 2019، أعلن وزير الدفاع البريطاني عن عقد بقيمة 1.98 مليار دولار لشراء خمسة من طراز إي-7 ويدجتيلز. تعتزم القوات الجوية الأمريكية تقاعد 15 من 31 طائرة من طراز إي-3 والحصول على إي-7.

## تصميم

### ملخص

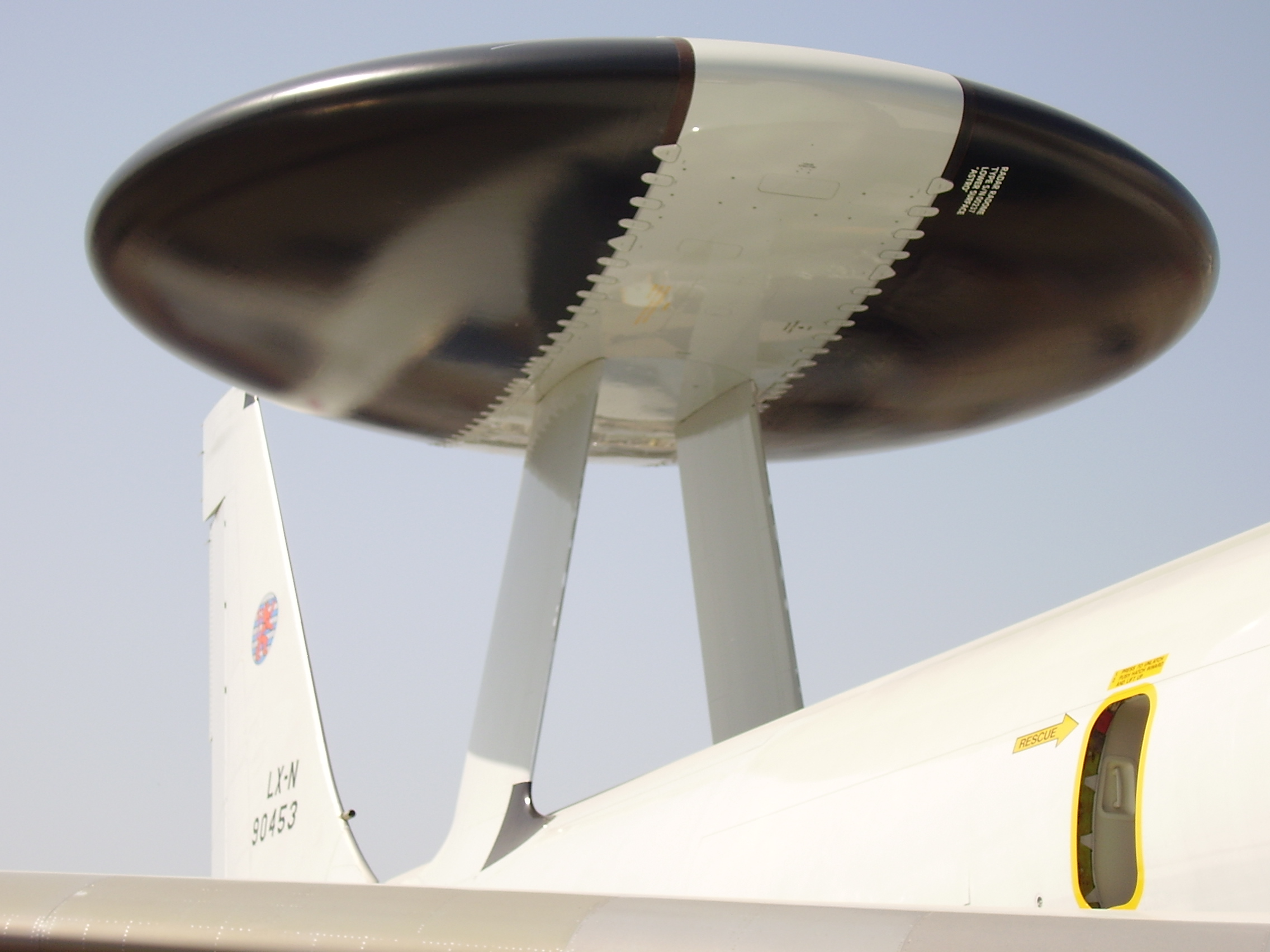
دوار عن قرب يدور بسرعة 6 دورات في الدقيقة.

هيكل طائرة إي-3 سينتري هو طراز بوينغ 707-320بي ادفانسد المعدل. تشمل التعديلات قبة رادار دوارة (دوارة)، ومكونات هيدروليكية مُرتفعة من 241 إلى 345 بارًا (3500-5000 رطل لكل بوصة مربعة) لقيادة الروتودوم، للتزود بالوقود الأرضي من نقطة واحدة، وتزويد الهواء بالوقود، ونفق أو شلال. تم حذف أنبوب الإنقاذ الثاني لخفض تكاليف التركيب.
تمتلك القوات الجوية الأمريكية وحلف شمال الأطلسي إي-3 نطاقًا غير مزود بالوقود يبلغ 7,400 كـم (4,600 ميل) أو 8 ساعات من الطيران. تم تجهيز الإصدارات الأحدث من إي-3 التي اشترتها فرنسا والمملكة العربية السعودية والمملكة المتحدة بمحركات توربوفان سي اف ام 56-2 الأحدث، ويمكن أن تطير لمدة 11 ساعة أو أكثر من 9,250 كـم (5,750 ميل). يمكن زيادة نطاق سينتري ووقت المحطة من خلال إعادة التزود بالوقود جوًا ويمكن لأطقم العمل العمل في نوبات باستخدام منطقة راحة وتناول وجبات الطعام على متن الطائرة. تم تجهيز الطائرة بمرحاض واحد في المؤخرة ومبولة خلف قمرة القيادة. تم تسليم إي-3 السعودية مع مرحاض إضافي في الخلف.
عند نشرها، تراقب إي-3 منطقة مخصصة من ساحة المعركة وتوفر معلومات لقادة العمليات الجوية للسيطرة على المعركة والحفاظ عليها؛ بينما كأصل دفاع جوي، يمكن لـ إي-3 اكتشاف وتحديد وتتبع قوات العدو المحمولة جواً بعيدًا عن حدود الولايات المتحدة أو دول الناتو ويمكنها توجيه طائرات الاعتراض إلى هذه الأهداف. لدعم العمليات جو-أرض، يمكن للطائرة إي-3 توفير المعلومات المباشرة اللازمة للاعتراض والاستطلاع والجسر الجوي والدعم الجوي القريب للقوات البرية الصديقة.

### إلكترونيات الطيران
الروتودوم غير المضغوط هو بقطر 30 قدم (9.1 م) ، 6 قدم (1.8 م) سميكة في المركز، وتحتجز 11 قدم (3.4 م) فوق جسم الطائرة بدعامتين. وهي مائلة إلى الأسفل في المقدمة لتقليل جرها الديناميكي الهوائي، مما يقلل من تأثيرها الضار على الإقلاع والقدرة على التحمل. يتم تصحيح هذا الميل إلكترونياً بواسطة كل من مبدل طور هوائي الرادار ورادار المراقبة الثانوي. يستخدم الروتودوم هواء نازف، وأبواب تبريد خارجية، ولوح تبريد قائم على الفلوروكربون للحفاظ على درجات حرارة المعدات الإلكترونية والميكانيكية. يسمح نظام الهوائي الذي يتم تدويره هيدروليكيًا AN/APY-1 [an/apy-1] ونظام رادار (AN/APY-2) السلبي الممسوح إلكترونيًا لتوفير المراقبة من سطح الأرض حتى طبقة الستراتوسفير، فوق الأرض أو الماء.

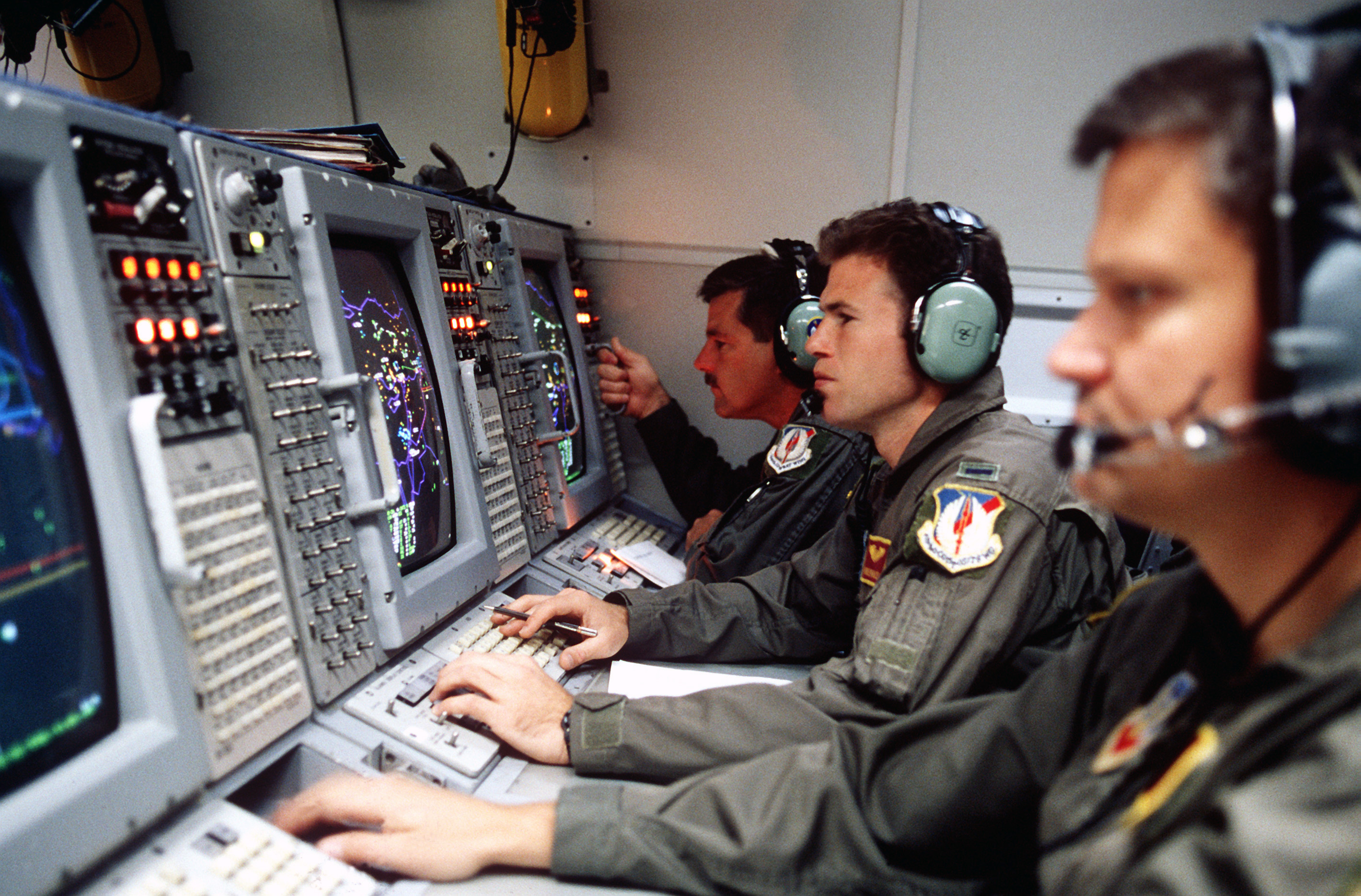
توفر وحدات التحكم في الهواء على متن طائرة أمريكية من طراز إي-3 أثناء العملية الراحة

الأنظمة الفرعية الرئيسية الأخرى في إي-3 سينتري هي الملاحة والاتصالات وأجهزة الكمبيوتر. تعرض 14 وحدة تحكم البيانات التي تمت معالجتها بواسطة الكمبيوتر بتنسيق رسوم وجدول على الشاشات. يقوم مشغلوها بوظائف المراقبة وتحديد الهوية والسيطرة على الأسلحة وإدارة المعركة والاتصالات. قد يتم إرسال البيانات في الوقت الفعلي إلى أي مركز قيادة وتحكم رئيسي في المناطق الخلفية أو على متن السفن. في أوقات الأزمات، يمكن أيضًا إرسال البيانات إلى هيئة القيادة الوطنية في الولايات المتحدة عبر (RC-135) أو فرق مهام حاملات الطائرات.
توفر المولدات الكهربائية المثبتة في كل محرك من محركات إي-3 الأربعة 1 ميغاواط من الطاقة الكهربائية التي تتطلبها رادارات الطائرة والإلكترونيات.  يمتلك رادار نبضي دوبلر مدى يزيد عن 250 ميل (400 كم) للأهداف التي تحلق على ارتفاع منخفض عند ارتفاعها التشغيلي، ويبلغ مدى الرادار النبضي (BTH) حوالي 400 ميل (650 كم) للطائرات التي تحلق على ارتفاعات متوسطة إلى عالية. يوفر الرادار، جنبًا إلى جنب مع رادار المراقبة الثانوي (SSR) وتدابير الدعم الإلكتروني (ESM)، إمكانية النظر إلى الأسفل، لاكتشاف وتحديد وتتبع الطائرات التي تحلق على ارتفاع منخفض، مع القضاء على عودة الفوضى الأرضية.

### ترقيات

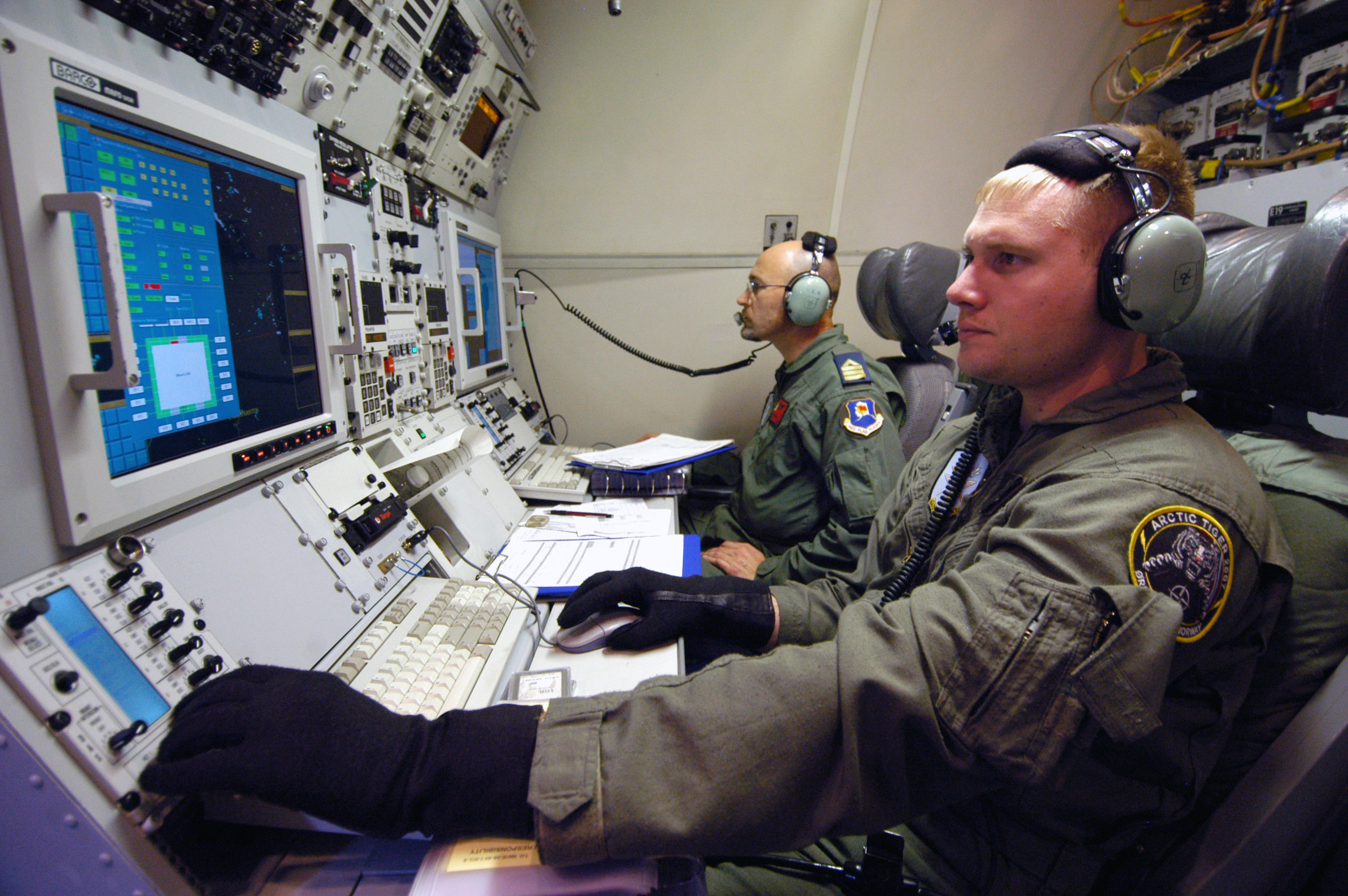
لوحات تحكم الأوامر والمواصلات.

بين عامي 1987 و 2001، تمت ترقية القوات الجوية الأمريكية إي-3 في إطار «المكون 30/35 Modification Program». وشملت التحسينات:
- تركيب نظام ESM وقدرة للمراقبة الإلكترونية، لكل من وسائل الكشف النشطة والسلبية.
- تركيب نظام توزيع المعلومات التكتيكية المشترك (JTIDS)، الذي يوفر اتصالاً سريعًا وآمنًا لنقل المعلومات، بما في ذلك المواقع المستهدفة وبيانات تحديد الهوية، إلى منصات صديقة أخرى.
- تمت إضافة قدرة نظام تحديد المواقع العالمي (GPS).
- تم إصلاح أجهزة الكمبيوتر على متن الطائرة لاستيعاب JTIDS و Link-16 وأنظمة ESM الجديدة ولإتاحة التحسينات المستقبلية.[27]

#### RSIP
كان برنامج تحسين نظام الرادار (RSIP) برنامج تطوير مشترك بين الولايات المتحدة والناتو. يعزز (RSIP) القدرة التشغيلية للإجراءات المضادة الإلكترونية لرادارات إي-3، ويحسن موثوقية النظام وقابلية صيانته وتوافره. بشكل أساسي، استبدل هذا البرنامج منطق الترانزستور والترانزستور الأقدم (TTL) والمكونات الإلكترونية للمنطق المقترن بالباعث (MECL)، منذ فترة طويلة خارج الإنتاج، مع أجهزة الكمبيوتر الجاهزة التي تستخدم لغة برمجة عالية المستوى بدلاً من التجميع اللغة. جاء التحسن الملحوظ من إضافة ضغط النبض إلى وضع النبض-دوبلر. تعمل تعديلات الأجهزة والبرامج على تحسين أداء رادارات إي-3، مما يوفر كشفًا محسّنًا مع التركيز على أهداف المقطع العرضي للرادار المنخفض (RCS).
انضم سلاح الجو الملكي البريطاني أيضًا إلى القوات الجوية الأمريكية في إضافة (RSIP) لتحديث رادارات إي-3. تم الانتهاء من التعديل التحديثي لأسراب إي-3 في ديسمبر 2000. إلى جانب ترقية (RSIP)، تم تثبيت نظام تحديد المواقع العالمي / أنظمة الملاحة بالقصور الذاتي مما أدى إلى تحسين دقة تحديد المواقع. في عام 2002، حصلت شركة بوينغ على عقد لإضافة (RSIP) إلى سرب أواكس الفرنسي الصغير. اكتمل التثبيت في عام 2006. بدأت المملكة العربية السعودية في ترقيات (RSIP) في عام 2013؛ أول طائرة تقوم بوينغ بترقيتها في سياتل مع ترقية الطائرات الأربع المتبقية في الرياض بين عامي 2014 و 2016. 

#### برنامج الناتو للنصف المدة
بين عامي 2000 و 2008 قام الناتو بترقية إي-3 الخاصة به إلى مستوى البرنامج المتوسط المدى (MTP). تضمن ذلك ترقيات تقنية وتكاملًا شاملاً لأنظمة أجهزة الاستشعار المتعددة

#### دراغون
في عام 2009، دخلت القوات الجوية الأمريكية، بالتعاون مع الناتو، في برنامج رئيسي لتحديث إلكترونيات الطائرات على سطح الطيران من أجل الحفاظ على الامتثال لتفويضات المجال الجوي في جميع أنحاء العالم. تم منح البرنامج، المسمى دراغون (DRAGON) (لاستبدال (DMS) لإلكترونيات الطيران للتشغيل والملاحة العالمية)، لشركة بوينغ وروكويل كولينز في عام 2010. بالاعتماد على نظام إدارة الرحلة Flight2 (FMS)، تم استبدال جميع إلكترونيات الطيران تقريبًا بمعدات رقمية أكثر حداثة من روكويل كولينز. تشمل الترقيات الرئيسية نظام توزيع الصوت الرقمي، وجهاز إرسال واستقبال Mode-5 / ADS-B، ووصلات بيانات Inmarsat و VDL، ونظام إدراك التضاريس والتحذير (TAWS). تتكون أجهزة سطح الطيران المركزية من خمس شاشات رسومات ملونة بحجم 6 × 8 ووحدات CDU ملونة. وضع DRAGON الأساس للترقيات اللاحقة بما في ذلك GPS M-Code و Iridium ATC و Autopilot. بدأ إنتاج القوات الجوية الأمريكية DRAGON في عام 2018.

#### كتلة القوات الجوية الأمريكية 40/45
في عام 2014، بدأت القوات الجوية الأمريكية في ترقية الكتلة 30/35 إي-3بي / Cs إلى الكتلة 40/45 إي-3جي. تحل هذه الترقية محل كمبيوتر الرحلة الرئيسي بنظام Red Hat الذي يستند إلى Linux، بالإضافة إلى استبدال نظام التشغيل DOS 2.0 بنظام التشغيل المشابه لـ Windows 95 في محطات عمل المشغل. في عام 2016، كشف اختبار ضعف الأمن السيبراني لمدة ثلاثة أسابيع أن الكتلة 40/45 والمعدات الأرضية الداعمة لها كانت عرضة للتهديدات السيبرانية، وبالتالي تم اعتبارها «غير قابلة للنجاة». تسبب هذا في تأخير لمدة عامين تقريبا. من المتوقع أن تكمل 24 طائرة من طراز إي-3 هذه الترقية إلى 40/45 بحلول نهاية السنة المالية 2020، بينما سيتم إيقاف سبع طائرات لتوفير تكاليف الترقية وحصاد مكونات نفاد الإنتاج.

#### برنامج الناتو التمديد النهائي لمدى الحياة
يعتزم الناتو تمديد الوضع التشغيلي لنظام أواكس التابع له حتى عام 2035 من خلال تحديث أربعة عشر طائرة بشكل كبير في برنامج تمديد العمر النهائي (FLEP) بين عامي 2019 و 2026. تشمل الترقيات توسيع سعة البيانات، وتوسيع النطاق الترددي للاتصالات الساتلية، ومعدات التشفير الجديدة، وأجهزة الراديو الجديدة (HAVE QUICK)، وبرامج حوسبة المهام المطورة ووحدات تحكم المشغل الجديدة. كما ستتم ترقية النظم الأرضية الداعمة (مركز تدريب البعثة ونظام تخطيط وتقييم البعثة) إلى أحدث المعايير. وكالة إدارة برنامج الإنذار المبكر والتحكم المحمول جواً التابعة لحلف الناتو (NAPMA) هي سلطة الإعداد والتنفيذ لبرنامج (FLEP). سيتم دمج (FLEP) مع الصيانة الفنية ذات المستوى الأعلى القياسية المخطط لها. 

## التاريخ التشغيلي

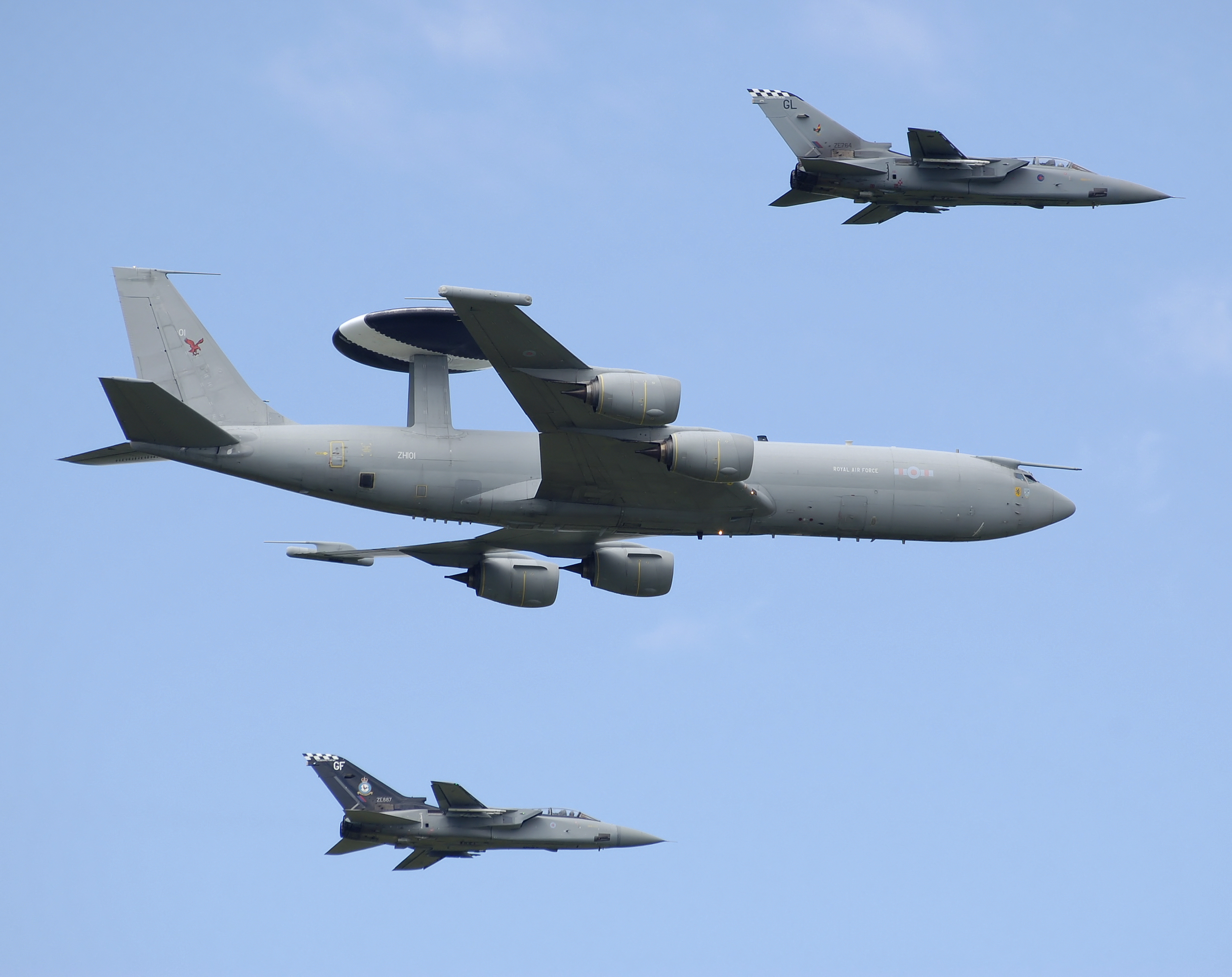
القوات الجوية الملكية (RAF) إي-3دي سينتري AEW1 برفقة بانافيا تورنادو إف3 في Kemble Air Day. تحتوي طائرات RAF AEW1 على كبسولات دعم إلكترونية على أطراف الجناح.

في مارس 1977، استلم الجناح 552 المحمول جواً للتحذير والتحكم أول طائرة من طراز إي-3 في قاعدة تينكر الجوية، أوكلاهوما. تم تسليم الـ34 والأخيرة من سلاح الجو الأمريكي في يونيو 1984. القوات الجوية الأمريكية لديها ما مجموعه واحد وثلاثون طائرة إي-3 في الخدمة الفعلية. يتمركز سبعة وعشرون في قاعدة تينكر الجوية وينتمون إلى قيادة القتال الجوي (ACC). تم تخصيص أربعة منهم لقوات طيران المحيط الهادئ (PACAF) ويتمركزون في كادينا إيه بي وأوكيناوا وإلمندورف إيه إف بي، ألاسكا. تم تخصيص طائرة واحدة (TS-3) لشركة بوينغ للاختبار والتطوير (تقاعدت / ألغيت في يونيو 2012).
كانت طائرات إي-3 سينتري من بين أولى الطائرات التي تم نشرها خلال عملية درع الصحراء، حيث أنشأت شاشة رادار لمراقبة القوات العراقية. خلال عملية عاصفة الصحراء، طار إي-3 379 مهمة وسجلت 5052 ساعة من وقت المحطة. سمحت قدرة جمع البيانات للرادار إي-3 والأنظمة الفرعية للكمبيوتر بتسجيل حرب جوية كاملة لأول مرة. بالإضافة إلى تزويد القيادة العليا بمعلومات حساسة للوقت حول تصرفات قوات العدو، ساعدت وحدات التحكم من طراز إي-3 في 38 من 41 عملية قتل جو-جو تم تسجيلها خلال النزاع.
لعبت الأواكس التابعة لحلف شمال الأطلسي والمملكة المتحدة وفرنسا والقوات الجوية الأمريكية دورًا مهمًا في الحملة الجوية ضد صربيا والجبل الأسود في جمهورية يوغوسلافيا الاتحادية السابقة. من مارس إلى يونيو 1999، تم نشر الطائرات في قصف الناتو ليوغوسلافيا (عملية قوات الحلفاء) لتوجيه ضربات الحلفاء وطائرات الدفاع الجوي من وإلى أهدافهم. شاركت أكثر من 1000 طائرة تعمل من قواعد في ألمانيا وإيطاليا في الحملة الجوية التي كانت تهدف إلى تدمير الدفاعات الجوية اليوغوسلافية والأهداف عالية القيمة مثل الجسور عبر نهر الدانوب والمصانع ومحطات الطاقة ومرافق الاتصالات والمنشآت العسكرية.
في 18 نوفمبر 2015، تم نشر إي-3جي في الشرق الأوسط لبدء مهام قتالية طيران لدعم عملية العزم المتأصل ضد داعش، مما يمثل أول نشر قتالي لطائرة المكون 40/45 المحدثة.

### فرنسا والمملكة المتحدة
في فبراير 1987 طلبت المملكة المتحدة وفرنسا شراء طائرة إي-3 في مشروع مشترك بدأ عمليات التسليم في عام 1991. نشأت المتطلبات البريطانية بسبب إلغاء مشروع بريتش ايروسبيس نمرود إيه إي دبليو 3. بينما تشغل فرنسا طائراتها من طراز إي-3إف بشكل مستقل عن الناتو، شكلت المملكة المتحدة إي-3دي المكون إي-3دي لقوة الإنذار المبكر والتحكم المحمولة جواً التابعة لحلف الناتو (NAEWCF)، حيث تلقت الكثير من مهامها مباشرة من الناتو. ومع ذلك، تظل طائرات سلاح الجو الملكي البريطاني إي-3دي مأهولة بالمملكة المتحدة وقادرة على القيام بمهام وطنية مستقلة. وقد تم القيام بذلك في مناسبات عديدة، لا سيما عندما تم الالتزام باستخدام إي-3دي لعمليات فوق أفغانستان في عام 2001 والعراق في عام 2003.
انخفض أسطول المملكة المتحدة ببطء من 7 منذ عام 2011. في عام 2009، حدت المملكة المتحدة بشكل فعال من عمر خدمة أسطول إي-3دي من خلال إلغاء تمويل ترقية (Project Eagle) التي كانت ستشهد ترقيتها بما يتماشى مع معيار القوات الجوية الأمريكية المكون 40/45. ذكرت (AirForces Monthly) أنه بحلول ديسمبر 2020، كانت طائرتان فقط متاحتان للعمليات في أي وقت. أعلن تقرير مراجعة الأمن والدفاع الاستراتيجي لعام 2015 عن نية الاحتفاظ بأسطول إي-3دي حتى عام 2035، ولكن في مارس 2019، أعلنت وزارة الدفاع أنه سيتم استبدال إي-3دي بخمسة (E-7 Wedgetails) من عام 2023. تم منح العقد بقيمة 1.51 مليار جنيه إسترليني لشركة بوينغ دون عملية شراء تنافسية، وهو قرار انتقده كل من منافسي بوينغ ولجنة اختيار الدفاع في المملكة المتحدة. أكدت مراجعة الدفاع المتكاملة لعام 2021 طلبًا مخفضًا لثلاث طائرات. في 27 يناير 2015، نشر سلاح الجو الملكي البريطاني إي-3دي سينتري في قبرص لدعم الضربات الجوية للتحالف بقيادة الولايات المتحدة ضد مقاتلي تنظيم الدولة الإسلامية في العراق وسوريا. كان من المفترض أن تكون آخر رحلة تشغيلية مقصودة بواسطة سلاح الجو الملكي البريطاني إي-3 سينتري في يوليو 2021 مع تقاعد سينتري من الخدمة، ومع ذلك قام كل من (RAF ZH101) و (ZH106) بدوريات فوق بولندا / أوروبا الشرقية أثناء التوغلات الروسية في أوكرانيا خلال أواخر فبراير / مارس 2022. 
تشغل فرنسا أربع طائرات، جميعها مزودة بمحركات سي اف ام 56-2 الأحدث.

### حلف شمال الاطلسي
حصل الناتو على 18 طائرة من طراز إي-3إيه ومعدات دعم، مع تسليم أول طائرة في يناير 1982. تم تسجيل الطائرات في لوكسمبورغ. تم تشغيل ثمانية عشر طائرة من طراز إي-3 بواسطة عدد 1 و 2 و 3 أسراب من مكون الناتو إي-3، ومقرها في قاعدة الناتو الجوية جيلينكيرشن.
شاركت طائرات الناتو من طراز إي-3 في عملية مساعدة النسر بعد هجمات 11 سبتمبر على أبراج مركز التجارة العالمي والبنتاغون. شارك الناتو والقوات الجوية الملكية (RAF) إي-3 في التدخل العسكري في ليبيا.
في الوقت الحالي، هناك 16 طائرة من طراز إي-3إيه تابعة لحلف الناتو في المخزون، حيث فقدت واحدة من طراز إي-3 في حادث تحطم، وتم تقاعد واحدة من الخدمة في عام 2015. كان هذا الأخير بسبب دورة الصيانة على مستوى المستودع (DLM) التي مدتها ست سنوات والتي كان من الممكن أن تكون مكلفة للغاية. نتج عن «مشروع التقاعد 449» استصلاح أجزاء مهمة تصل قيمتها إلى 40 مليون دولار أمريكي والتي سيتم استخدامها لدعم 16 طائرة نشطة. بعض الأجزاء المراد إزالتها لم تعد معروضة في السوق أو أصبحت باهظة الثمن.

## المتغيرات

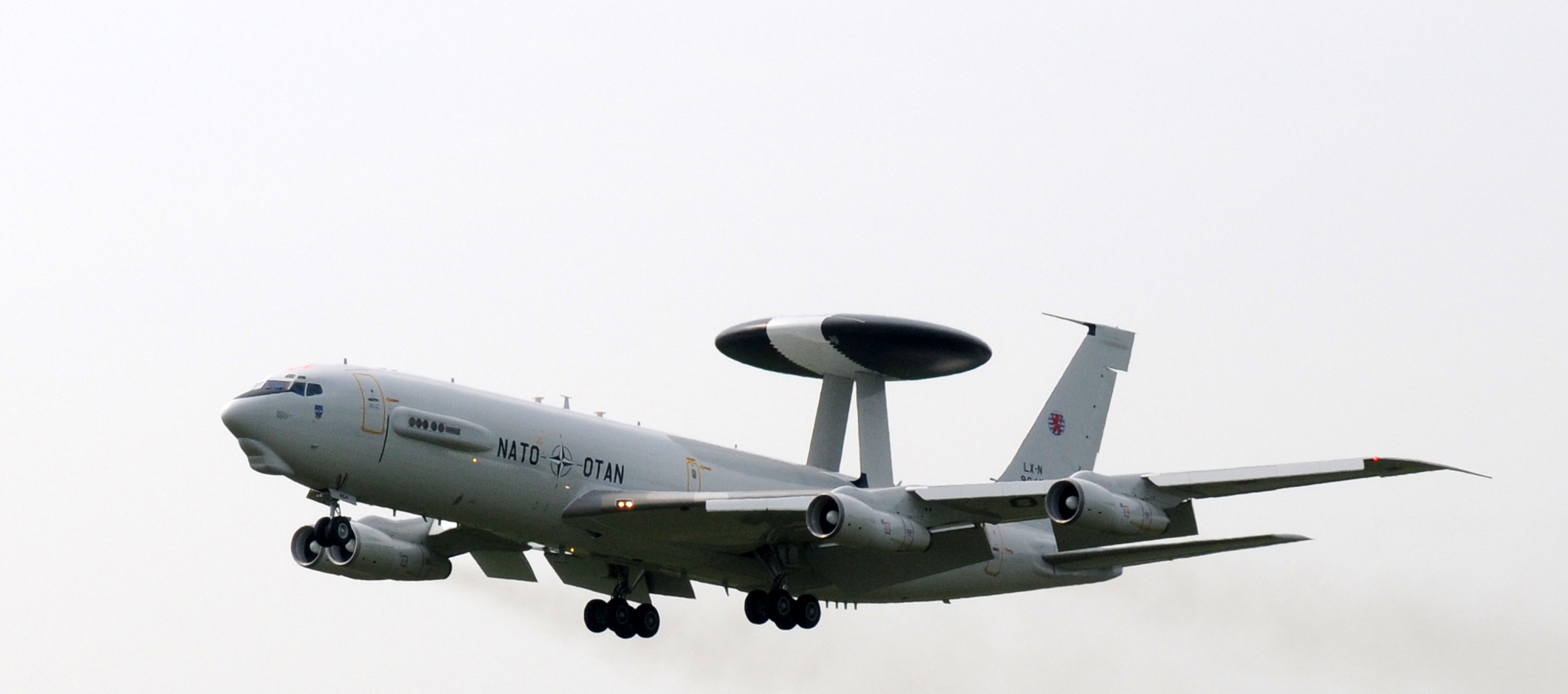
تمتلك طائرات الناتو إي-3 تسجيل ذيل LX، لأنها مسجلة في لوكسمبورغ. يضم انتفاخ الذقن مجموعة من تدابير دعم الحرب الإلكترونية.

EC-137D
طائرتان نموذجيتان أوليتان من طراز أواكس بمحركات جيه تي 3 دي، واحدة مزودة برادار ويستينغهاوس إلكتريك وطائرة واحدة مزودة برادار شركة هيوز للطائرات. كلاهما تم تحويلهما إلى معيار إي-3إيه مع محركات تي إف33.
إي-3إيه
طائرة إنتاج مزودة بمحركات تي إف33 ورادار (AN/APY-1)، 24 طائرة تم بنائها من أجل القوات الجوية الأمريكية (تم تحويلها لاحقًا إلى معيار إي-3B)، بإجمالي 34 طلبًا ولكن تم الانتهاء من آخر 9 طائرات باسم إي-3سي. احتفظت بوينغ بطائرة واحدة إضافية للاختبار، 18 منها مصممة لحلف الناتو بمحركات تي إف33 و 5 طائرات للمملكة العربية السعودية بمحركات سي اف ام 56.
كيه إي-3إيه
هذه ليست طائرات أواكس ولكن ناقلات تعمل بمحركات سي اف ام 56 على أساس تصميم إي-3. تم بيع 8 منها إلى المملكة العربية السعودية.
إي-3بي
تعديل القوات الجوية الأمريكية المكون 30. إي-3إيه مع التحسينات، 24 تحويلاً.
إي-3سي
تعديل القوات الجوية الأمريكية المكون 35. طائرات إنتاج مزودة برادار (AN/APY-2) ووحدات تحكم إلكترونية إضافية وتحسينات للنظام، تم بناء عشرة طائرات.
جيه إي-3سي
طائرة واحدة من طراز إي-3إيه تستخدمها بوينغ للتجارب أعيد تصميمها لاحقًا من طراز إي-3سي.
إي-3دي
طائرات الإنتاج لسلاح الجو الملكي البريطاني بمعيار إي-3سي مع محركات سي اف ام 56 والتعديلات البريطانية المعينة سينتري AEW.1، 7 مبنية. تضمنت التعديلات إضافة مسبار إعادة التزود بالوقود بجوار حاوية (AAR) الحالية لذراع الرافعة، ومحركات سي اف ام 56، وأجزاء (ESM) ذات قمة الجناح، وقدرة محسنة على المراقبة البحرية (MSC) تقدم معالجة المسح البحري (MSSP)، و (JTIDS) و (Havequick 2).
إي-3إف
طائرات إنتاج لسلاح الجو والفضاء الفرنسية وفقًا لمعيار إي-3سي مع محركات سي اف ام 56 وتعديلات فرنسية، 4 طائرات مبنية.
إي-3جي
تعديل القوات الجوية الأمريكية المكون 40/45. يتضمن ترقيات الأجهزة والبرامج لتحسين الاتصالات، وقوة معالجة الكمبيوتر، وتتبع التهديدات، وغيرها، وأتمتة بعض الوظائف اليدوية سابقًا. تم الإعلان عن القدرة التشغيلية الأولية (IOC) في يوليو 2015. تعديل إي-3جي (II) المكون 40/45 الذي تضمن تعديل قمرة القيادة الزجاجية الذي قلل من حجم الطاقم بمقدار واحد، وإضافة مجموعة إلكترونيات طيران جديدة. 

## المشغلون

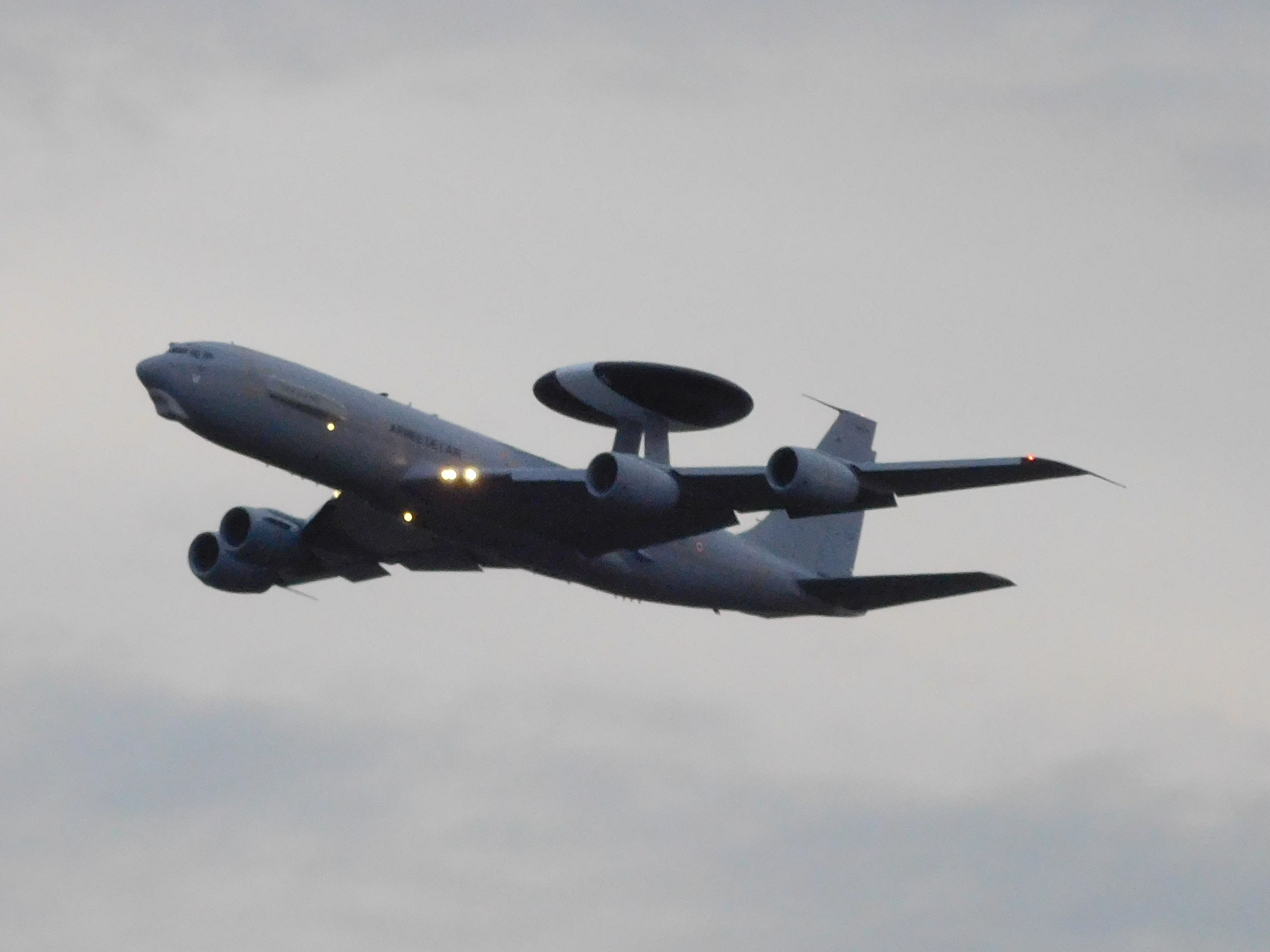
بوينغ إي-3إف سينتري تابعة لسلاح الجو والفضاء الفرنسي

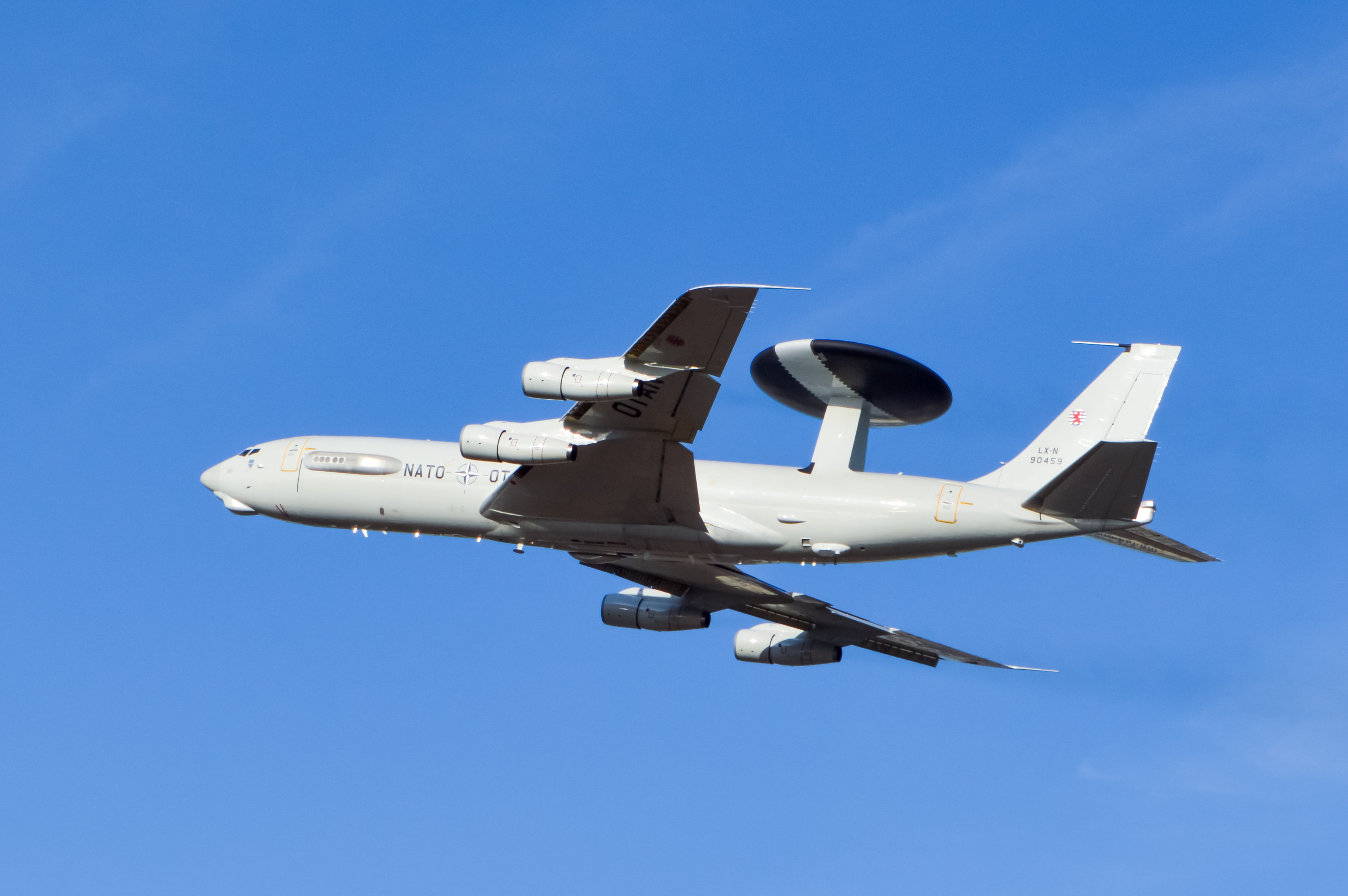
بوينغ إي-3إيه سينتري لمكون الناتو إي-3إيه

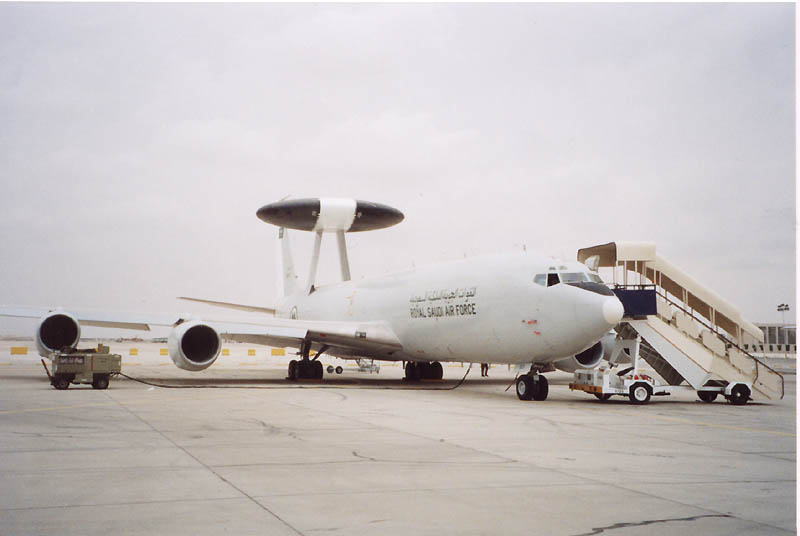
بوينغ إي-3 سينتري تابعة لسلاح الجو الملكي السعودي

تشيلي
اشترت سلاح الجو التشيلي ثلاث طائرات متقاعدة إي -3 دي سينتري من سلاح الجو الملكي.
 فرنسا
اشترت القوات الجوية الفرنسية أربع طائرات من طراز إي -3 إف.
- Escadron de détection et de controlôle aéroportés 36 Berry (السرب السادس والثلاثون للكشف والتحكم المحمول جواً «بيري») ومقره في قاعدة أفورد الجوية.[62][63]

 ناتو
تم شراء 18 طائرة من طراز إي-3 أواكس - تم شطب 1 في اليونان، وتم تقاعد 3 من الخدمة. وهم مسؤولون بشكل رئيسي عن مراقبة المجال الجوي الأوروبي لحلف الناتو، وقد تم نشرهم أيضًا خارج المنطقة لدعم التزامات الناتو. يتم توفير الطواقم العشرين متعددة الجنسيات من قبل 15 من أصل 28 دولة عضو في الناتو.
- قوة الناتو للإنذار المبكر والمراقبة المحمولة جواً - مكون إي-3إيه.[67] مقرها في جيلنكيرشن (ألمانيا)، مع قواعد تشغيل أمامية في قونية (تركيا)، بريفيزا / أكتيون (اليونان) وتراباني-بيرغي (إيطاليا) وموقع تشغيل أمامي في أورلاند (النرويج).[68][69]
  - سرب تدريب الأطقم الجوية[70]
  - السرب الطائر 1[71]
  - السرب الطائر 2[72]
  - السرب الطائر 3 - تم حله في عام 2015[73]

 السعودية
اشترت القوات الجوية الملكية السعودية خمس طائرات من طراز إي -3 إيه في عام 1983. في عام 2004، بدأت التعديلات في تحويل ناقلات كي إي -3 إيه إلى طائرات إي -3 إيه الإلكترونية لجمع المعلومات الاستخبارية.
- جناح القوات الجوية الملكية رقم 6 (قاعدة الأمير سلطان الجوية - الخرج)[76]

السرب الثامن عشر (السراب الثامن عشر - سرب رقم 18)
السرب رقم 19 - RE-3A / B (بالإضافة إلى بيتشكرافت 350ER-ISR)
رقم 23 سرب - كيه إي-3إيه
 الولايات المتحدة
القوات الجوية الأمريكية لديها 31 إي -3 عاملة اعتبارًا من ديسمبر 2019
القيادة الجوية التكتيكية 1976–1992قيادة القتال الجوي 1992–حتى الوقت الحاضر
- جناح التحكم الجوي 552دي - قاعدة تينكر الجوية، أوكلاهوما

سرب المراقبة الجوية رقم 960 المحمول جواً من 2001 إلى الوقت الحاضر (ناس كيفلافيك، أيسلندا 1979-1992)
963d سرب المراقبة الجوية المحمولة جوا 1976 حتى الآن
سرب المراقبة الجوية 964 المحمول جوا 1977 حتى الآن
سرب المراقبة الجوية 965 المحمول جوا 1978-1979، 1984 حتى الآن
سرب المراقبة الجوية 966 المحمول جوا 1976 حتى الآن
- جناح الاستكشاف الجوي رقم 380 - قاعدة الظفرة الجوية، الإمارات العربية المتحدة

سرب المراقبة الجوية الاستكشافي رقم 968 المحمول جوا 2013 حتى الآن (قاعدة ثمريت الجوية، عمان 2002-2003)
قيادة القوات الجوية الاحتياطية
- 513th Air Control Group (مساعد) - قاعدة تينكر الجوية، أوكلاهوما

970th Airborne Air Control Squadron 1996 حتى الوقت الحاضر (الأفراد فقط، الطائرات المعارة من 552nd ACW في موقع مشترك حسب الحاجة)
- مجموعة اختبار الطيران 413 - قاعدة روبينز الجوية، جورجيا

سرب اختبار الطيران العاشر - قاعدة تينكر الجوية، أوكلاهوما 1994 حتى الآن
القوات الجوية في المحيط الهادئ
- الجناح ثلاثي الأبعاد - قاعدة إلمندورف الجوية، ألاسكا

962d سرب المراقبة الجوية المحمولة جواً من 1986 حتى الآن
- الجناح الثامن عشر - Kadena AB، اليابان

### المشغلين السابقين
المملكة المتحدة
اشترت سلاح الجو الملكي سبع طائرات إي -3 دي بحلول أكتوبر 1987، تم تعيينها في الخدمة البريطانية بمسمى (Sentry AEW.1). اعتبارًا من ديسمبر 2020، بقبت ثلاثة فقط في الخدمة بعد سحب واحدة من الخدمة في عام 2009 لاستخدامه كقطع غيار، وسحب اثنان في مارس 2019 وسحب آخر في يناير 2020. وقد تم منح الأسطول تاريخًا خارج الخدمة (OSD) في ديسمبر 2022. وهم يشكلون مكون إي -3 دي لقوة الإنذار المبكر والتحكم المحمولة جواً التابعة لحلف الناتو. ومع ذلك، تم تسريع هذا التاريخ وفقًا لمراجعة الدفاع لعام 2021 وقامت الطائرة برحلتها الأخيرة في خدمة المملكة المتحدة في أغسطس 2021.
- سلاح الجو الملكي البريطاني وادينغتون، لينكولنشاير، إنجلترا

السرب رقم 8  (1991-2021)
رقم 23 السرب (1996-2009) 
رقم 54 سرب (وحدة تحويل العمليات 2005–؟) 
رقم 56 سرب (وحدة التقييم التشغيلي 2008-؟) 

## الحوادث والحوادث

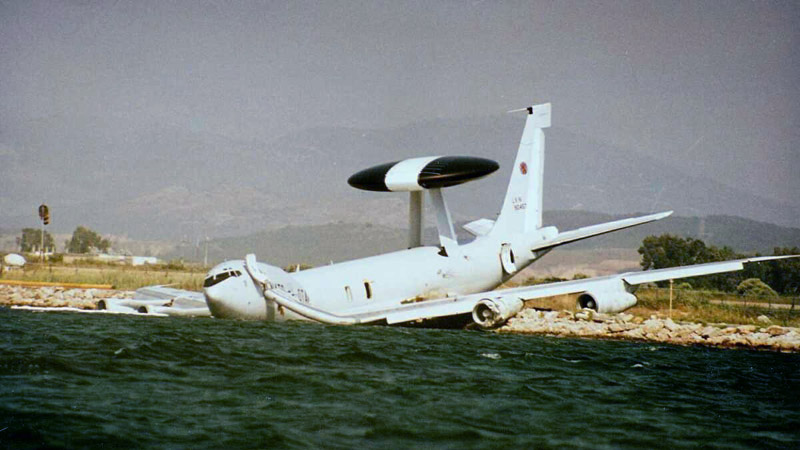
LX-N90457، بعد اجتياح المدرج في Prevesa AB في 14 يوليو 1996

شاركت إي-3 في ثلاث حوادث فقد بدن الهيكل، وتم تدمير هوائي واحد للرادار أثناء تطوير (RSIP) (انظر الصورة تحت إلكترونيات الطيران).
- في 22 سبتمبر 1995، تحطمت طائرة تابعة للقوات الجوية الأمريكية من طراز إي-3 سينتري (إشارة النداء Yukla 27، الرقم التسلسلي 77-0354) بعد وقت قصير من إقلاعها من قاعدة إلمندورف الجوية، ألاسكا. فقدت الطائرة الطاقة لكلا محركي الجانب الأيسر بعد تناول العديد من الأوز الكندي أثناء الإقلاع. سقطت الطائرة حوالي 2 ميل (3.2 كـم) شمال شرق المدرج، مما أسفر عن مقتل جميع أفراد الطاقم البالغ عددهم 24 فردًا.[89][90]
- في 14 يوليو / تموز 1996، اجتازت إحدى طائرات الناتو إي-3 سينتري (رقم الذيل LX-N90457) المدرج وتحطمت في جدار بحري في مطار بريفيزا أكتيون في اليونان عندما حاول الطيار إجهاض الإقلاع بعد أن اعتقد خطأً أن الطائرة قد عانت من هجمة طير. اجتاحت الطائرة المدرج واصطدمت بجدار بحري، حيث توقف. ولم تقع اصابات وتم شطب الطائرة. لم يتمكن المحققون من العثور على أي دليل على حدوث ضربة طائر وابتلاع.[91]
- في 28 أغسطس 2009، شاركت القوات الجوية الأمريكية إي-3سي سينتري (الرقم التسلسلي 83-0008) في مناورات العلم الأحمر في قاعدة نيليس الجوية، نيفادا بانهيار الأنف عند الهبوط، مما أدى إلى نشوب حريق وإلحاق أضرار بالطائرة خارج نطاق الإصلاح. تم إجلاء جميع أفراد الطاقم البالغ عددهم 32 بسلام.[92]

## المواصفات (القوات الجوية الأمريكية / الناتو)

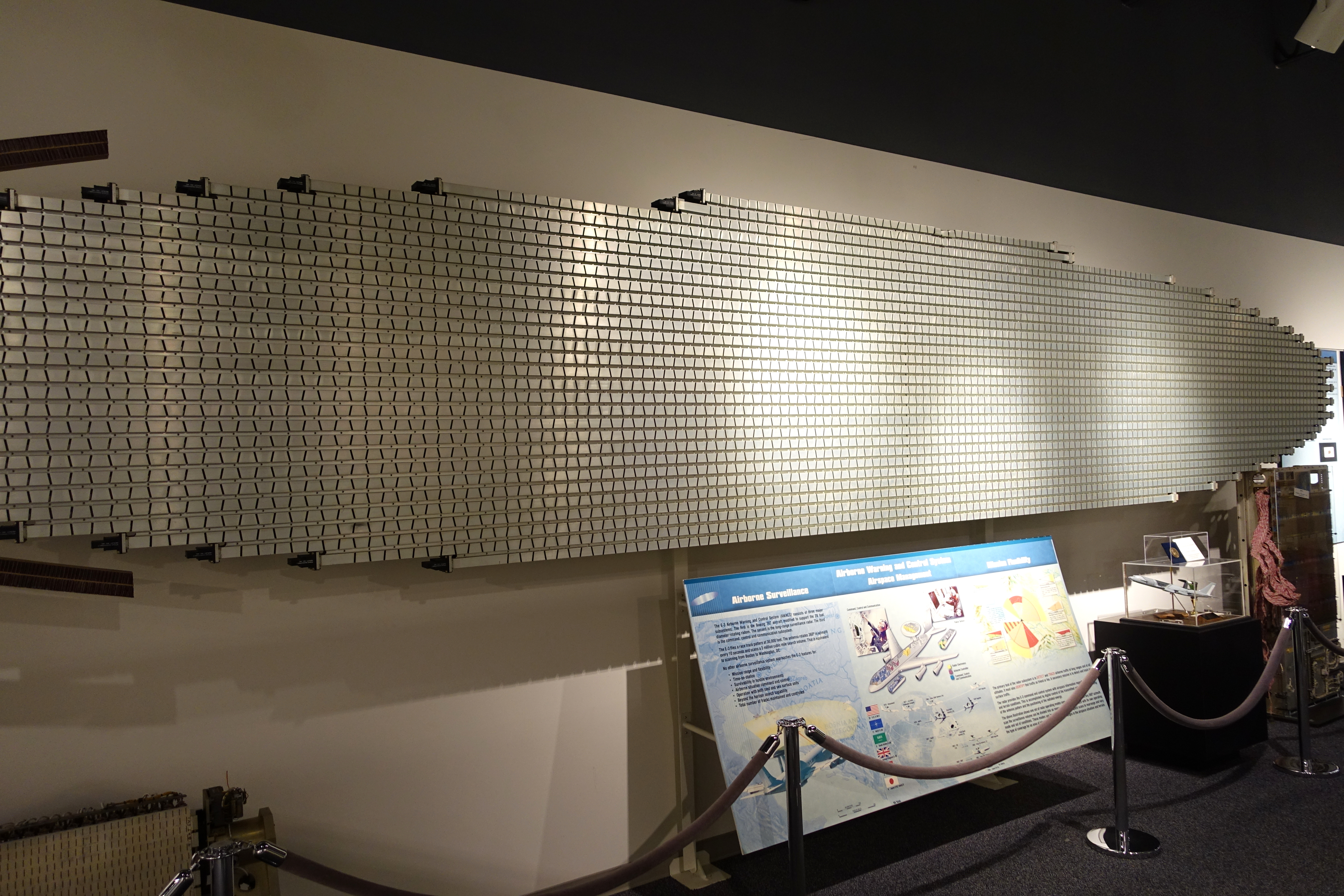
AN/APY-1مجموعة هوائي في المتحف الوطني للإلكترونيات

- طاقم الرحلة: 4 (قائد طائرة، طيار، ملاح، مهندس طيران)

طاقم البعثة: 13–19
- الطول: 152 قدم 11 in (46.61 متر)
- باع الجناح: 145 قدم 9 in (44.42 متر)
- الارتفاع: 41 قدم 4 in (12.60 متر)
- مساحة الجناح: 3,050 sq قدم (283 متر2)
- الوزن الفارغ: 185,000 lb (83,915 كغم)
- الوزن الإجمالي: 344,000 lb (156,036 كغم)
- الوزن الأقصى للإقلاع: 347,000 lb (157,397 كغم)
- المحركات: 4 × برات ويتني تي إف33-PW-100A محرك عنفي مروحي، 21,500 lbf (96 kN) دفع لكل واحد

أداء
- السرعة القصوى: 461 kn (531 ميل بالساعة، 854 كم/h)
- سرعة العبور: 310 kn (360 ميل بالساعة، 580 كم/ساعة) الأمثل
- المدى: 4,000 ميل بحري (4,600 ميل، 7,400 كم)
- التحمل: أكثر من 8 ساعات بدون التزود بالوقود
- سقف الخدمة: 29,000 قدم (8,800 متر) الحد الأدنى

إلكترونيات الطيران
- AN/APS-133 رادار الطقس
- Westinghouse Corporation AN/APY-1 or AN/APY-2 passive electronically scanned array radar system

## روابط خارجية
- معلومات سلاح الجو الملكي إي-3 الحراسة
- موقع ويب AWACS-Spotter Geilenkirchen التابع لحلف الناتو
- موقع ويب جمعية الإنذار المبكر المحمولة جوا

قالب:US EW aircraftقالب:USAF system codes